# La Casa Nova del Vivet
La Casa Nova del Vivet és una masia de Taradell (Osona) inclosa a l'Inventari del Patrimoni Arquitectònic de Catalunya.

## Descripció
Masia de planta rectangular (17x4), coberta a tres vessants amb el carener paral·lel a la façana situada a migdia. Consta de planta baixa i primer pis. La façana presenta un portal rectangular amb una llinda de pedra picada i una altra de totxo a la planta i s'hi obren quatre finestres i un porxo en el primer. A ponent s'hi obre un gran porxo al primer pis, cobert a tres vessants i amb la barana de totxo. A tramuntana s'hi obren diverses finestres, tres de les quals són d'arc de mig punt, s'hi adossen dos contraforts. A llevant només hi ha una finestra a nivell del primer pis. A 2mts al SE de la casa hi ha una gran cabana d'era amb la façana orientada a ponent. També s'hi conserva l'antiga era. L'estat de conservació és bo.

## Història
Masia que construí prop de l'antic mas el Vivet. Segons les dades constructives el mas es degué bastir a principis del segle xix. El mas el trobem registrat en el nomenclàtor de la província de Barcelona de l'any 1860 i consta com la "caseta del Vivet". Dades constructives: "JHS 1803" (a la llinda del portal principal).